# Nagelstein (Ortler-Alpen)
Der Nagelstein (italienisch Monte Chiodo) ist ein 2469 m s.l.m. hoher Berg in den östlichen Ortler-Alpen in Südtirol.

## Geographie
Der Nagelstein liegt am Ende des von der Gleckspitze (2469 m) in nordöstlicher Richtung verlaufenden Kammes, der im oberen Ultental das Kirchbergtal im Südosten vom Weißbrunnertal im Nordwesten abgrenzt. Er überragt das nordöstlich gelegene Dorf St. Gertraud im Ultental und besitzt ein Gipfelkreuz. Der Berg liegt im Nationalpark Stilfserjoch.

## Routen
Von St. Gertraud (1504 m) entlang des Nordost-Grates in 2 Stunden und 45 Minuten. Von Weißbrunn (1885 m) am Weißbrunnsee über die Fiechtalm (2036 m) in 2 Stunden.